# Волков, Александр Гаврилович
Александр Гаврилович Волков (1770—1833) — русский переводчик драматических произведений; действительный статский советник.

## Биография
Из дворян. С 1781 года числился на военной службе, в 1797 году уволен в отставку. Служба в Государственной военной коллегии (1798―1817). С марта 1812 года, оставаясь на службе в Военном министерстве, одновременно состоял при петербургском генерал-губернаторе и министре полиции С. К. Вязмитинове; с 1813 года ― nомощник правителя, с 1817 года ― исполняющий должность директора Общей канцелярии того же министерства. После ликвидации министерства состоял при Министерстве внутренних дел. В 1821―1826 гг. служит в Театральной дирекции (по репертуарной части), в 1827 году переходит в департамент уделов. Дослужился до чина действительного статского советника (1829).
Волкову принадлежит ряд стихов в журнале «Новые ежемесячные сочинения» (1794―1795). В 1810―1820-е гг. Волков перевёл с французского языка для столичной сцены значительное число пьес и оперных либретто, среди которых «очень игривая комедия» Ж. Ф. Роже и О. Крус «Отплата» (поставлена 1812), «Услужливые соседи» (поставлена 1816). Перевод Волковым «Учёных женщин» Мольера (1817; поставлена 1818) исключительно высоко оценён П. А. Корсаковым, отметившим, что переводчик оставил пьесу «вопреки обычаю в прежних французских нравах». У спехом пользовались лирическая трагедия В. Ж. Жуи «Весталка» (поставлена 1814) и особенно опера Д. Штейбельта «Ромео и Юлия» по мотивам У. Шекспира (поставлена ― 1817) ― с В. М. Самойловым и Н. С. Семёновой в главных ролях.